# Sporting Club Tétange
Le Sporting Club Tétange est un club luxembourgeois de football basé à Tétange.

## Histoire
Le SC Tétange a été fondé en 1914 et prend part au championnat de première division lors de la 1922-1923. Ce baptême est une catastrophe puisque l'équipe a terminé la compétition avec 14 défaites en autant de matchs et une relégation directe en deuxième division.
Durant la Seconde Guerre mondiale, du fait de l'occupation allemande, le club est renommé FK Tétange, entre 1940 et 1944. L'équipe a disputé le championnat de Division Nationale (première division) entre 1948 à 1961 excepté lors de la saison 1955-1956, que le club passe en deuxième division (la Promotion d'Honneur).
En 1951, le club remporte le seul et unique trophée de son histoire en s'imposant en finale de la Coupe du Luxembourg face au CS Grevenmacher.
En 1969, après huit ans passés en D2, le SC Tétange retrouve le championnat élite. Il n'y reste que quatre saisons et est relégué en deuxième division à l'issue de la saison 1973, après dix-huit saisons passées en Division Nationale. Son meilleur résultat en championnat est une 4e place en 1958.
En 2005, le club fusionne avec le FC Jeunesse Kayl 07 pour former le nouveau club de Union 05 Kayl-Tétange.

## Palmarès
- Coupe du Luxembourg (1) :
  - Vainqueur : 1951